# Transnistria
Transnistria, tên chính thức là Cộng hòa Moldova Pridnestrovia (PMR), là một quốc gia ly khai chưa được công nhận nằm trong dải đất hẹp giữa sông Dniester và biên giới Moldova - Ukraina, cũng như một số vùng đất ở bên kia bờ sông. Transnistria được quốc tế công nhận là một phần của Moldova. Thủ đô và thành phố lớn nhất của nó là Tiraspol. Transnistria chỉ được công nhận bởi ba quốc gia ly khai khác, nhưng chưa được công nhận hoặc được công nhận một phần: Abkhazia, Artsakh và Nam Ossetia. Transnistria được Cộng hòa Moldova chỉ định là Đơn vị hành chính-lãnh thổ của Tả ngạn Dniester (tiếng România: Unitățile Administrativ-Teritoriale din stînga Nistrului), hoặc Stînga Nistrului (Bờ Trái của sông Dniester)).
Nguồn gốc của khu vực này bắt nguồn từ Cộng hòa Xã hội chủ nghĩa Xô viết tự trị Moldavia, được thành lập vào năm 1924 trong lực lượng Ukraina Xô Viết. Trong Thế chiến II, Liên Xô đã sáp nhập Cộng hòa Xã hội chủ nghĩa Xô viết Tự trị Moldavia với vùng Bessarabia được Liên Xô giành lấy từ Vương quốc Romania để tạo thành nước CHXHCN Moldavia vào năm 1940.

## Lịch sử
Sau khi Liên Xô tan rã, căng thẳng giữa Moldova và nhà nước ly khai không được công nhận leo thang thành một cuộc xung đột quân sự bắt đầu từ tháng 3 năm 1992 và chấm dứt bằng một thỏa thuận ngừng bắn vào tháng 7 năm 1992. Là một phần trong thỏa thuận, Ủy ban Kiểm soát Liên hiệp ba bên (Nga, Moldova, Transnistria) giám sát các thỏa thuận an ninh trong khu phi quân sự, bao gồm 20 địa phương ở cả hai bên bờ sông. Mặc dù ngừng bắn, song vị thế chính trị của lãnh thổ vẫn chưa được giải quyết: Transnistria trên thực tế là một quốc gia độc lập mặc dù không được quốc tế công nhận, được tổ chức thành một cộng hòa tổng thống chế, với chính phủ, quốc hội, quân đội, cảnh sát, hệ thống bưu chính, và tiền tệ. Chính quyền Transnistria thông qua một bản hiến pháp, quốc kỳ, quốc ca và quốc huy. Tuy nhiên, sau một hiệp định vào năm 2005 giữa Moldova và Ukraina, tất cả các công ty của Transnistria muốn xuất khẩu hàng hóa qua biên giới với Ukraina cần phải đăng ký chính quyền Moldova. Hiệp định này được thực thi sau khi Phái đoàn Hỗ trợ Biên cảnh Liên minh châu Âu tại Moldova và Ukraina (EUBAM) bắt đầu hoạt động vào năm 2005. Hầu hết người Transnistria cũng có quốc tịch Moldova, song cũng có nhiều người Transnistria có quốc tịch Nga và Ukraina.
Do Nga có sự hiện diện quân sự tại Transnistria, Tòa án Nhân quyền châu Âu xem Transnistria "nằm dưới quyền lực trên thực tế hoặc ít nhất là chịu ảnh hưởng mang tính quyết định từ Nga".
Transnistria là một khu vực "xung đột lạnh" hậu Xô viết, cùng với Nagorno-Karabakh (Artsakh), Abkhazia, và Nam Ossetia. Bốn quốc gia không được công nhận này duy trì quan hệ hữu nghị với nhau và hình thành nên Cộng đồng vì Dân chủ và Quyền của các Dân tộc.

## Ly khai
Trong những năm 1980, các chính sách perestroika và glasnost của Mikhail Gorbachev ở Liên Xô cho phép tự do hóa chính trị ở cấp độ khu vực. Điều này dẫn đến việc tạo ra nhiều phong trào không chính thức khác nhau trên khắp đất nước, và sự trỗi dậy của chủ nghĩa dân tộc trong hầu hết các nước cộng hòa thuộc Liên Xô. Đặc biệt, trong SSR Moldavian, đã có một sự trỗi dậy đáng kể của chủ nghĩa dân tộc thân Romania trong những người Moldova.  Nổi bật nhất trong số các phong trào này là Mặt trận Bình dân Moldova . Đầu năm 1988, PFM yêu cầu chính quyền Liên Xô tuyên bố Tiếng Moldova là ngôn ngữ nhà nước duy nhất, trở lại sử dụng bảng chữ cái Latinh và công nhận bản sắc dân tộc chung của người Moldova và người Romania. Các phe phái cấp tiến hơn của Mặt trận Bình dân tán thành các quan điểm cực đoan chống thiểu số, dân tộc thiểu số và chủ nghĩa sô vanh, kêu gọi các nhóm thiểu số, đặc biệt là người Slav (chủ yếu là người Nga và Ukraina) và người Gagauz , rời khỏi hoặc bị trục xuất khỏi Moldova.
Vào ngày 31 tháng 8 năm 1989, Xô Viết tối cao của Moldova Xô viết đã chấp nhận tiếng Moldova là ngôn ngữ chính thức với tiếng Nga chỉ được giữ lại cho các mục đích thứ yếu, đưa Moldova trở lại bảng chữ cái Latinh và tuyên bố chung một bản sắc ngôn ngữ Moldova-Romania. Khi kế hoạch về những thay đổi văn hóa lớn ở Moldova được công khai, căng thẳng càng gia tăng. Các dân tộc thiểu số cảm thấy bị đe dọa trước triển vọng loại bỏ tiếng Nga là ngôn ngữ chính thức , vốn đóng vai trò là phương tiện giao tiếp giữa các sắc tộc và khả năng thống nhất trong tương lai của Moldova và Romania, cũng như luận điệu dân tộc của Mặt trận Bình dân. Phong trào Yedinstvo (Thống nhất), được thành lập bởi cộng đồng người Slav ở Moldova, đã thúc ép phải trao địa vị bình đẳng cho cả người Nga và Moldova.  Thành phần dân tộc và ngôn ngữ của Transnistria khác biệt đáng kể so với hầu hết các phần còn lại của Moldova. Tỷ lệ người gốc Nga và người Ukraine đặc biệt cao và phần lớn dân số, một số người Moldova, nói tiếng Nga như tiếng mẹ đẻ
Mặt trận Bình dân theo chủ nghĩa dân tộc đã giành chiến thắng trong cuộc bầu cử quốc hội tự do đầu tiên tại Moldavian SSR vào đầu năm 1990,  và chương trình nghị sự của nó bắt đầu chậm được thực hiện. Vào ngày 2 tháng 9 năm 1990, Cộng hòa xã hội chủ nghĩa Xô viết Moldavian Pridnestrovian (PMSSR) được tuyên bố là một nước cộng hòa thuộc Liên Xô bởi một hội đồng đặc biệt , Đại hội đại biểu nhân dân Transnistria lần thứ hai, sau một cuộc trưng cầu dân ý thành công . Bạo lực leo thang khi vào tháng 10 năm 1990, Mặt trận Bình dân kêu gọi các tình nguyện viên thành lập dân quân có vũ trang để ngăn chặn cuộc trưng cầu dân ý về quyền tự trị ở Gagauzia , nơi có tỷ lệ dân tộc thiểu số thậm chí còn cao hơn. Đáp lại, các dân quân tình nguyện đã được thành lập ở Transnistria. Vào tháng 4 năm 1990, đám đông dân tộc chủ nghĩa đã tấn công các thành viên dân tộc Nga trong quốc hội, trong khi cảnh sát Moldova từ chối can thiệp hoặc lập lại trật tự.
Vì lợi ích của việc duy trì một lực lượng Moldavia Xô viết thống nhất trong Liên Xô và ngăn chặn tình hình leo thang hơn nữa, Tổng thống Liên Xô khi đó là Mikhail Gorbachev, trong khi viện dẫn việc Moldova hạn chế quyền công dân của các dân tộc thiểu số là nguyên nhân của tranh chấp, đã tuyên bố Transnistria là thiếu cơ sở pháp lý và đã bãi bỏ nó theo sắc lệnh của tổng thống vào ngày 22 tháng 12 năm 1990.  Tuy nhiên, không có hành động đáng kể nào được thực hiện chống lại Transnistria và các nhà chức trách mới đã từ từ thiết lập quyền kiểm soát khu vực.
Sau âm mưu đảo chính của Liên Xô năm 1991, Lực lượng CHXHCNXV Moldova Pridnestrovia tuyên bố độc lập khỏi Liên bang Xô viết; vào ngày 5 tháng 11 năm 1991 Transnistria từ bỏ ý thức hệ xã hội chủ nghĩa của mình và được đổi tên thành "Cộng hòa Moldova Priednestrovia".

## Quân đội
Quân đội của Transnitria được Nga hỗ trợ và hiện nay có 1000 binh lính Nga đang làm nhiệm vụ tại Transnistria.

Biển số xe ở Transnistria

## Kinh tế
Hiện nay kinh tế của Transnistria đều phụ thuộc. Nga cung cấp khí đốt miễn phí và các khoản phí an sinh xã hội cho Transnistria, cũng như bổ sung quỹ lương hưu cho người dân ở "quốc gia" này.

## Mong muốn được công nhận nền độc lập
Tuy được Nga cung cấp miễn phí khí đốt, an sinh xã hội nhưng Nga vẫn chưa chính thức công nhận "quốc gia" ly khai này và dường như cũng không có ý định đó, và đương nhiên Moldova cũng không muốn công nhận nền độc lập của Transnistria. "Mặc dù Transnistria tuyên bố độc lập, nhưng "quốc gia" này không thể có được độc lập, trừ khi Moldova công nhận điều này – một kịch bản rất khó xảy ra", Thomas de Waal, một nhà báo và một chuyên gia về Đông Âu, nhận định." Trong tương lai dường như hiện trạng của Transnistria chỉ có thể diễn tiến theo hai hướng – một "quốc gia trong bóng tối" với địa vị không được công nhận, hoặc một thỏa thuận liên minh với Moldova".
Vào năm 2006 tại Tiraspol đã yêu cầu Matxcơva và Liên Hiệp Quốc công nhận là quốc gia độc lập – một sự độc lập đã được đến 97% phiếu thuận trong cuộc trưng cầu dân ý.
Cùng lúc đấy Tổng thống Nga Putin đã phát biểu rằng Transnistria phải được "tự quyết định về số phận của mình", trong khi không hề chính thức công nhận vùng đất hẹp này, không hề có cùng biên giới với nước Nga. Theo nhà phân tích chính trị Konstantin Kalachev, Điện Kremli không có lợi lộc gì khi sáp nhập Transnistria vào Nga. Dù vậy, bà Rotari ở Tiraspol tin rằng:  "Tương lai của chúng tôi là ở Nga. Matxcơva luôn giúp đỡ chúng tôi".

## Nhân khẩu
Dân số Transnistria vào khoảng 537.000 người (được ước tính vào năm 2007).Trong đó 30% dân số là người Nga, 28% là người Ukraina và 40% người Moldova.

## Nhận xét
Nhiếp ảnh gia Barton bắt đầu cảm thấy hứng thú với Transnistria vào năm 2014, khi anh đang làm việc tại Ukraina. Lúc ấy, anh nghe nói rằng Transnistria đang sản xuất những đồng tiền xu bằng chất dẻo mới nhiều màu sắc và hình dạng khác nhau.
Barton bắt đầu đọc tất cả những thứ liên quan tới Transnistria và quyết tâm đặt chân tới thăm đất nước này để chụp những cư dân của nó. Phải mất một tháng, KGB (Ủy ban An ninh Quốc gia) của Transnistria, mới cho phép Barton thực hiện dự định này, bao gồm cả việc chụp những lãnh đạo cao cấp của Transnistria. Người vợ Nga của Barton đã trợ giúp cho anh rất nhiều.
Anh dành tổng cộng hơn hai tuần ở Transnistria trong hai lần đến thăm đất nước này. Rất nhiều người Barton chụp là những người cực kỳ yêu nước. Ở Tiraspol, Barton tìm thấy một cửa hàng đồ mỹ ký nhỏ do Natalia Yefremova làm chủ, cửa hàng ấy bán những bức tượng bán thân của Stalin và Putin.
Barton cũng chụp ảnh Igor Nebeygolova, đại tá KGB và chỉ huy trung đoàn Cossack. Trong văn phòng của Igor Nebeygolova, Barton kể lại, anh nhìn thấy những lá cờ lớn của nước Nga Sa hoàng, của Liên Xô và của Transnistria.
Barton chụp khoảng 20 người tất cả, và anh thích chụp với khung hình thật rộng để khắc họa nhiều hơn về những con người và cả khung cảnh chung quanh họ. Toàn bộ bộ ảnh của Barton chứa đựng một nỗi buồn man mác.
Không quốc tịch là tình trạng chẳng hề dễ chịu một chút nào, và không phải tất cả người dân Transnistria đều lạc quan về tương lai của đất nước mình. Anastasia Spatar, một cô gái 23 tuổi, nói rằng cô chưa bao giờ ra khỏi Transnistria, và khi được Barton hỏi về quê hương của mình, cô không giấu được nỗi buồn. "[Cô ấy nói] cô ấy có thể bật khóc", anh kể lại.
Barton tìm thấy những trải nghiệm chưa bao giờ có ở Transnistria, một "quốc gia" không "tồn tại". Anh kể lại một cuộc trò chuyện với một người dân ở Transnistria – "Chào mừng đến không đâu cả", ông ta nói với Barton.

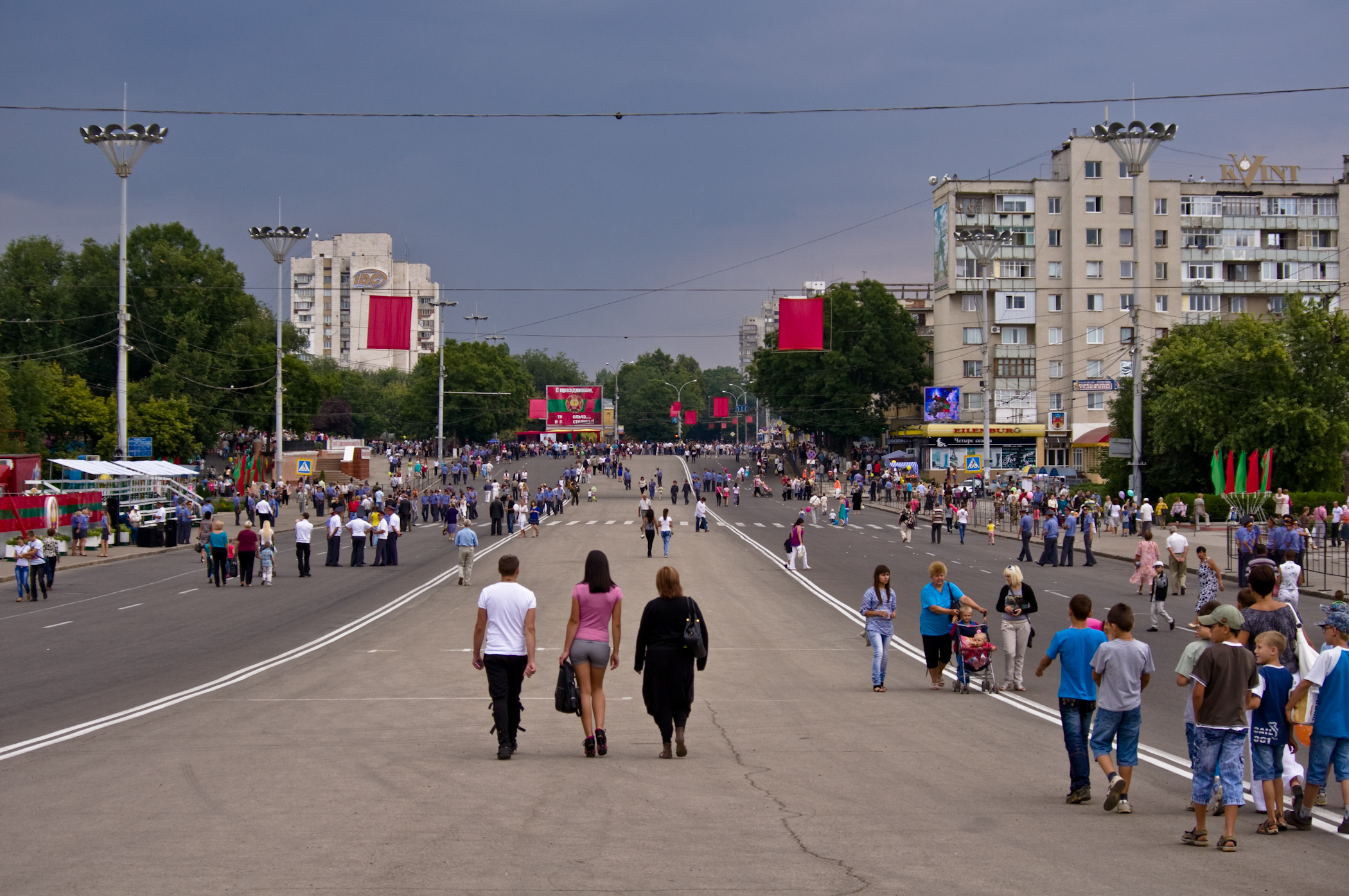
Tiraspol, thủ đô của Transnistria

## Dân số
Dân số hiện tại của Transnistria được ước tính hiện tại là hơn 550.000 người. Nhưng hầu hết  mỗi người nơi đây đều có cùng lúc hai hoặc ba quốc tịch, trong đó gồm Nga, Moldova và Ukraina. Kể từ khi Transnistria tuyên bố độc lập cách đây 30 năm, dân số Transnistria đã giảm ít nhất một phần ba, bởi hầu hết cư dân đã rời đi tìm việc ở Nga do tình hình kinh tế suy giảm sau khi Liên Xô sụp đổ.

## Tôn giáo
Thống kê chính thức của PMR cho thấy 91% dân số Transnistrian theo Cơ đốc giáo Chính thống Đông phương, với 4% theo Công giáo La Mã. Người Công giáo La Mã chủ yếu sống ở phía bắc Transnistria, nơi có một nhóm thiểu số Người Ba Lan đáng chú ý sinh sống.

Chính phủ của Transnistria đã hỗ trợ việc khôi phục và xây dựng các nhà thờ Chính thống giáo mới.  Nó khẳng định rằng nước cộng hòa có tự do tôn giáo và tuyên bố rằng 114 tín ngưỡng và giáo đoàn tôn giáo đã được đăng ký chính thức.  Tuy nhiên, gần đây nhất là năm 2005, một số nhóm tôn giáo đã gặp phải rào cản đăng ký, đáng chú ý là Nhân Chứng Giê-hô-va. Năm 2007, Mạng phát thanh Cơ đốc có trụ sở tại Hoa Kỳ đã tố cáo cuộc đàn áp Người Tin lành ở Transnistria.

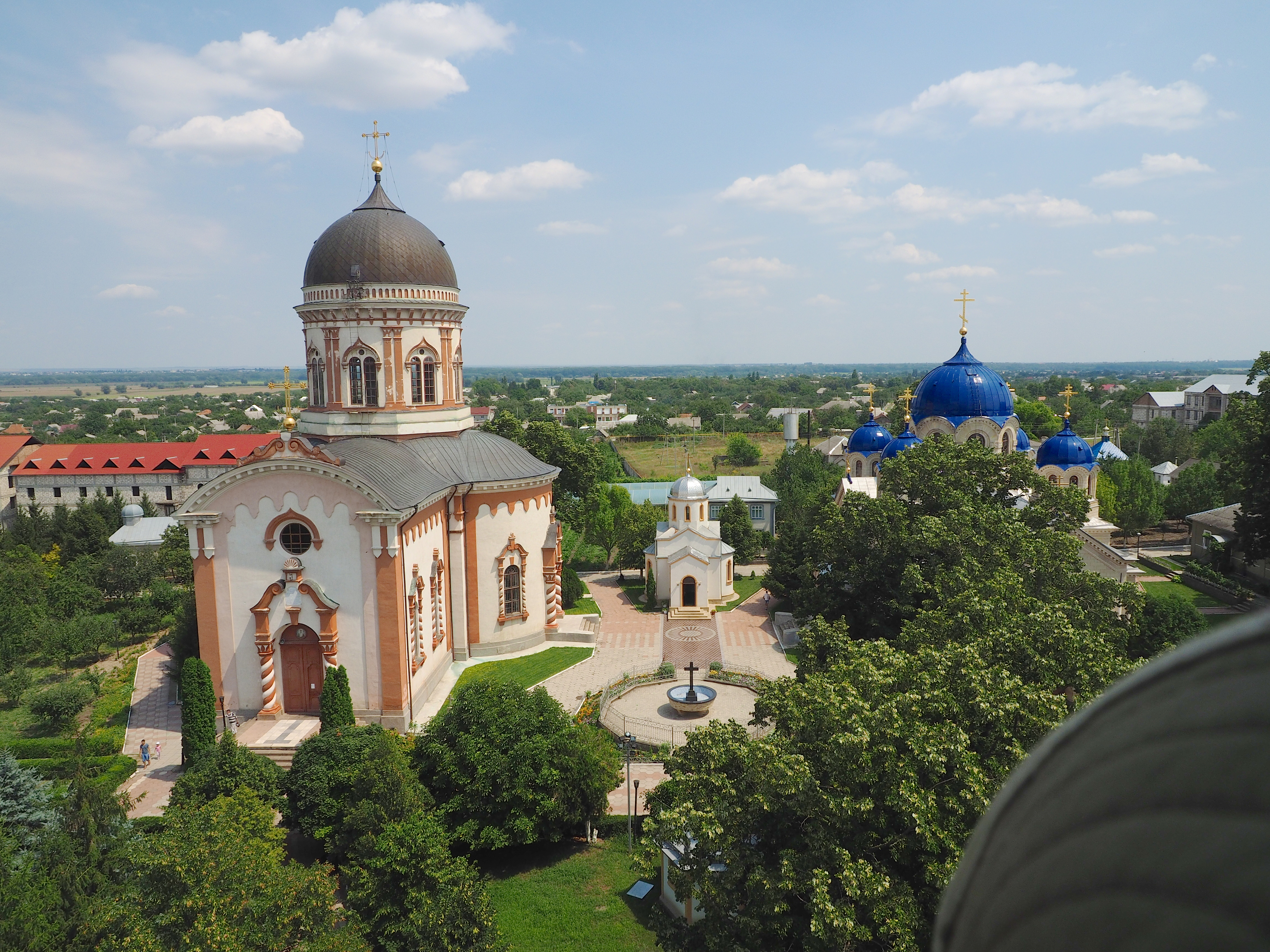
Noul Neamț Monastery